# Patrick Dandrey
Patrick Dandrey, né en 1950 à Talence (Gironde), agrégé de l’Université et docteur d’État ès lettres (Université de la Sorbonne Nouvelle, Paris III), membre de la Société Royale du Canada (Académie des Arts, Lettres & Sciences humaines), est professeur à la faculté des Lettres de Sorbonne Université.

## Biographie
Patrick Dandrey a été professeur invité des universités de Moscou et Saint-Pétersbourg (1998), de Columbia (2003) et Chicago (2004-2005), de Lausanne (2006), Cluj-Napoca (2007) et d'Abu Dhabi (2011). Secrétaire général de la Société des amis de Jean de La Fontaine, spécialiste de l’œuvre de La Fontaine, de Molière et de la littérature française du XVIIe siècle, il s’est également intéressé à l’histoire antique et ancienne de la maladie morale et mentale dans le sillage de sa thèse de doctorat consacrée à la médecine dans les comédies de Molière.
Il a publié sur ces questions une centaine d'articles, une quinzaine d’études et autant d’éditions savantes, aux éditions Les Belles Lettres, Champion, Flammarion, Gallimard, Hachette ou Klincksieck, où il dirige plusieurs collections. Il a écrit un La Fontaine ou les métamorphoses d’Orphée pour la collection « Découvertes-GaIlimard » qu’il a présenté en 1995 dans le cadre de l’émission Bouillon de culture de Bernard Pivot.
En 2005, dans le contexte de l’exposition Mélancolies du Grand-Palais à Paris, il a publié chez Gallimard/Le Promeneur une Anthologie de l’humeur noire consacrée à l’histoire de la mélancolie, de l’Antiquité jusqu’à la Révolution. En 2009, il a consacré au phénomène social de la cour une étude sur celle de Louis XIV vue par les écrivains de son temps : Quand Versailles était conté (Les Belles Lettres).

## Ouvrages
Sélection d’ouvrages, consacrés à :
- La Fontaine 
  - La Fabrique des Fables (1991)
  - La Fontaine ou les métamorphoses d'Orphée, coll. « Découvertes Gallimard / Littératures » (no 240) (1995)

- Molière
  - Molière ou l'esthétique du ridicule (1992)
  - La Médecine et la maladie dans le théâtre de Molière (1998)

- La rhétorique 
  - L'Éloge paradoxal de Gorgias à Molière (1997)

- La mélancolie 
  - Les Tréteaux de Saturne (2003)
  - Anthologie de l’humeur noire (2005)